# Ascia d'armi (araldica)
L'ascia, nella fattispecie l'ascia d'armi (più propriamente una scure) compare in araldica come simbolo di forza e di valore.
La posizione normale è in palo, cioè verticale, con la lama rivolta a destra e una punta a becco di corvo rivolta a sinistra, spesso culminante con una cuspide a sezione romboidale
L'attributo manicata indica che il manico dell'ascia è di colore diverso dalla lama.
Quando compaiono nello stesso stemma due asce possono essere affrontate, quando le due lame sono rivolte verso l'interno l'una di fronte all'altra, oppure addossate, quando le due lame sono rivolte all'esterno verso i bordi esterni dello scudo.

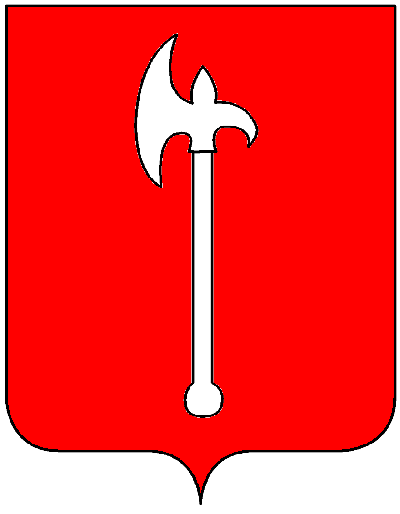
Di rosso, all'ascia d'armi d'argento
Di verde, a due asce d'armi addossate d'oro; al capo d'argento, caricato di tre moscature d'armellino (Lanneuffret, Francia)
Di rosso, al leone linguato e coronato d'oro, impugnante un'ascia d'argento, manicata d'oro (stemma della Norvegia)
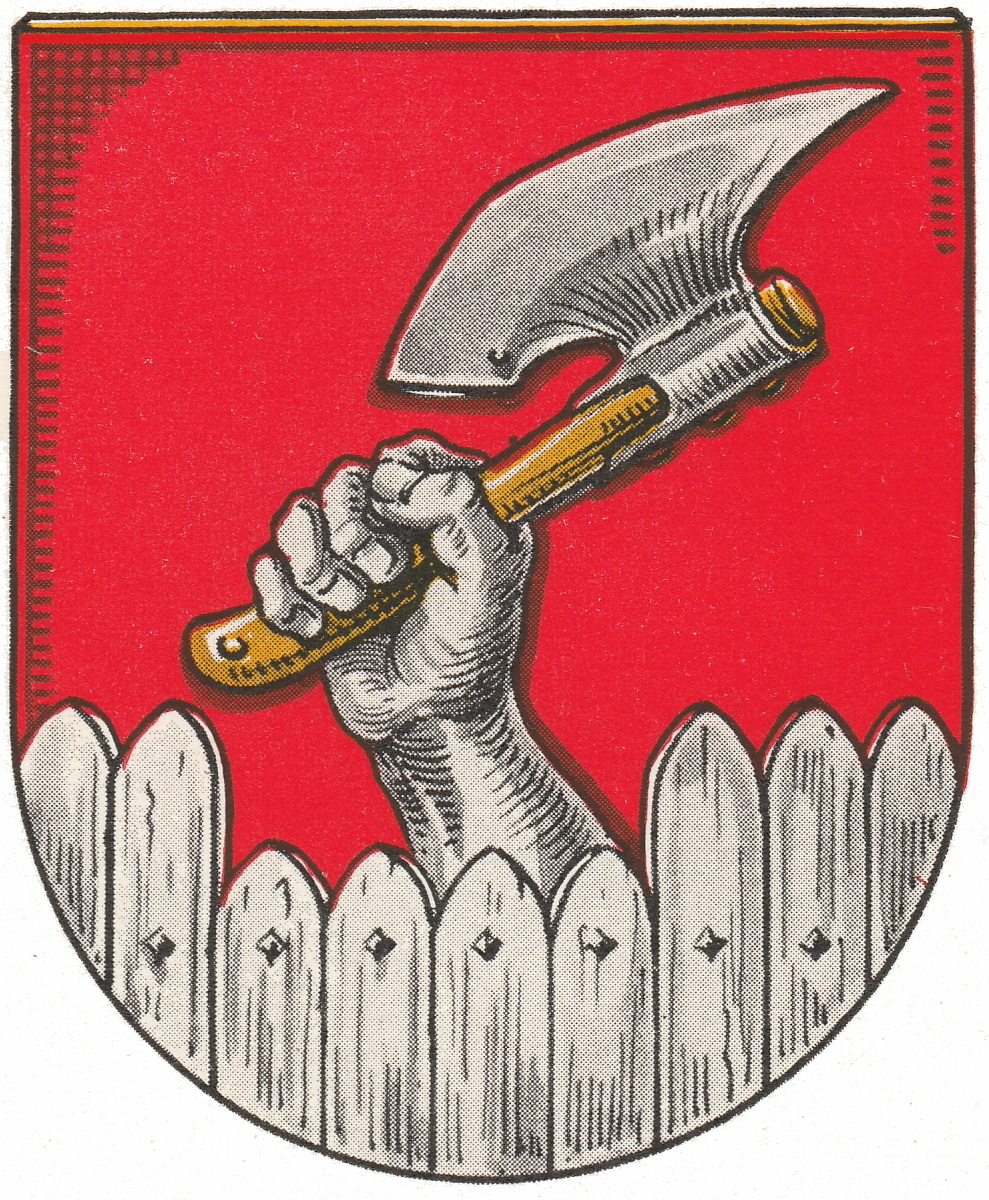
Di rosso, al pugno nascente da una palizzata d'argento, brandente un'ascia da battaglia dello stesso, manicata d'oro (Wetteborn, Germania)
Due asce in decusse nello stemma di Beilngries, Germania